# Come into My Life (singolo Gala)
Come into My Life è un brano dance cantato da Gala e scritto da quest'ultima in collaborazione con Filippo Andrea Carmeni e Maurizio Molella. Il singolo, pubblicato nel 1997, raggiunge la vetta delle classifiche in Italia, Spagna ed Israele.

## Tracce
1. Come into My Life (Edit Mix)  3:22
2. Come into My Life (Mix)  3:22

## Classifiche
| Chart (1997) | Peak position |
| ------------ | ------------- |
| Francia      | 10            |
| Regno Unito  | 38            |
| Belgio       | 4             |
| Italia       | 1             |
| Olanda       | 36            |
| Spagna       | 1             |
| Finlandia    | 11            |
| Israele      | 1             |